# Acacia biaciculata
Acacia biaciculata é uma espécie de leguminosa do gênero Acacia, pertencente à família Fabaceae.